# 白熾燈

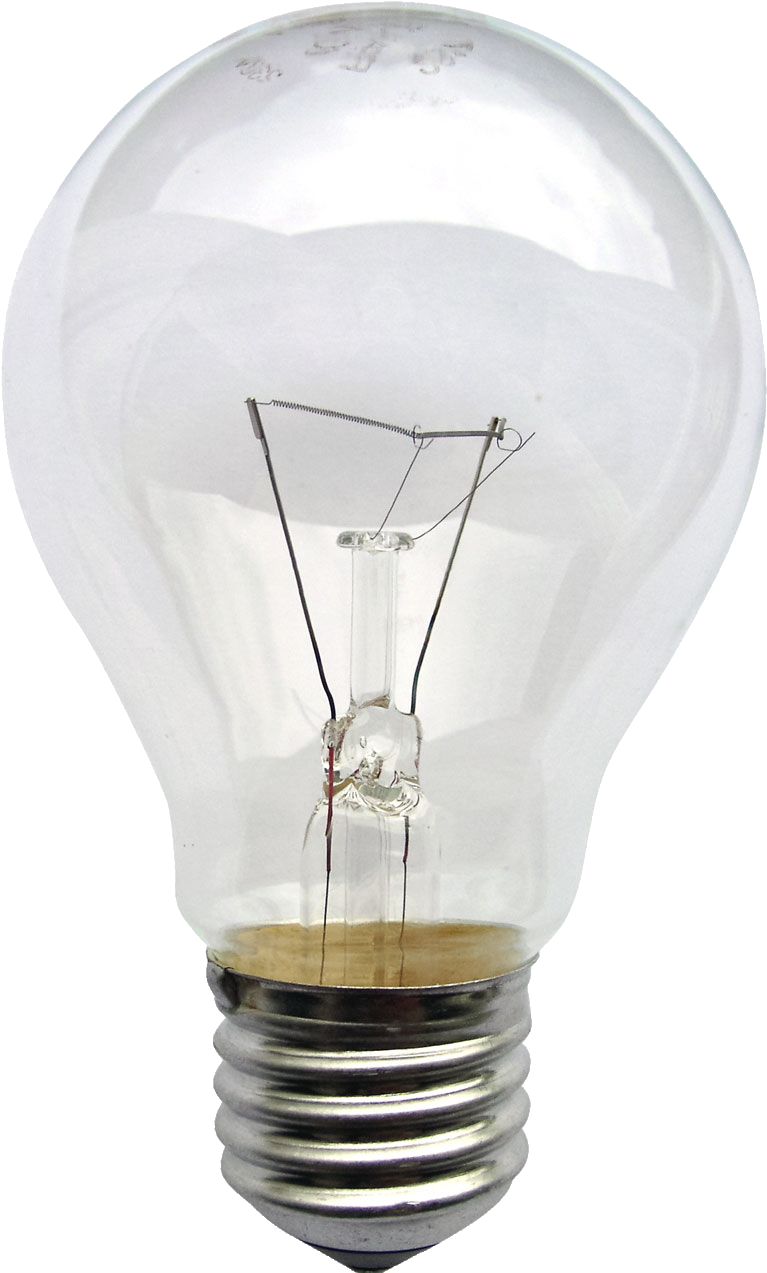
白熾燈泡，E27螺旋型燈頭

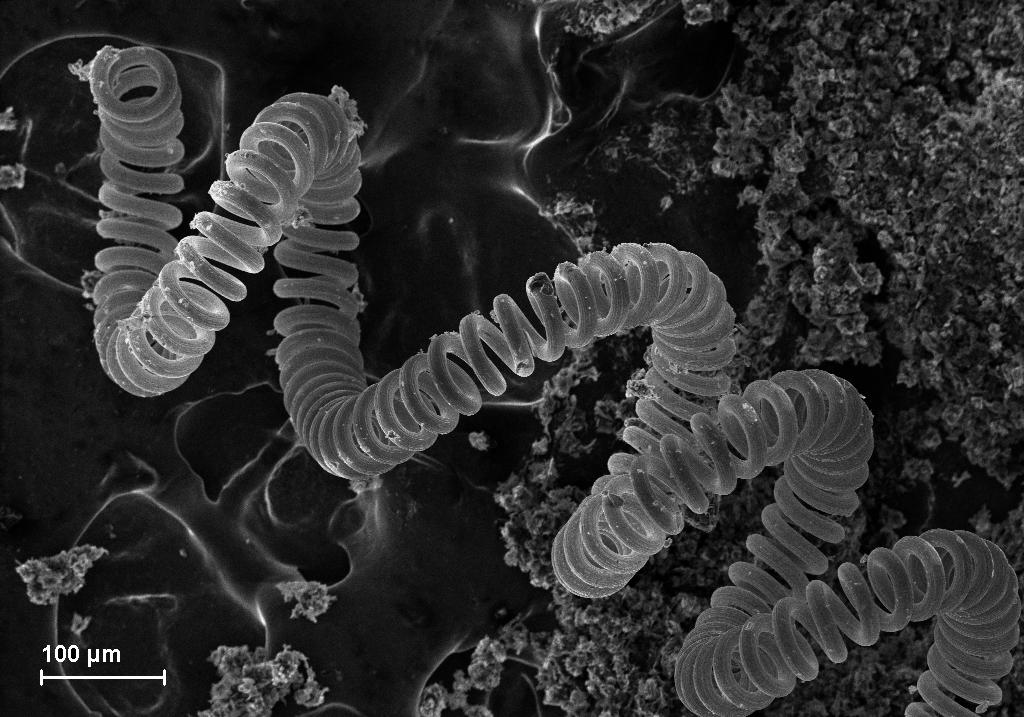
白炽灯泡的钨丝的扫描电子显微镜图像。

白熾燈，俗名鎢絲燈，是一種透過通電，利用電阻把幼細絲線（現代通常為鎢絲）加熱至白熾，用來發光的燈。白熾燈的燈泡外圍由玻璃製造，把燈絲保持在真空，或低壓的惰性氣體（如卤素灯）之下，作用是防止燈絲在高溫之下氧化。

## 歷史
美國人亨利·戈培爾比愛迪生早數十年已發明了相同原理和物料，而且可靠的電燈泡，而在愛迪生之前很多其他人亦對電燈的發明作出了不少貢獻。
1801年，英國化學家漢弗里·戴維將鉑絲通電發光。他亦在1810年發明了電燭，利用兩根碳棒之間的電弧照明。1854年亨利·戈培爾使用一根炭化的竹絲，放在真空的玻璃瓶下通電發光。他的發明今天看來是首個有實際效用的白熾燈。他當時試驗的燈泡已可維持400小時，但是並沒有即時申請設計專利。
1850年，英國人約瑟夫·威爾森·斯旺開始研究電燈。1878年，他以真空下用碳絲通電的燈泡得到英國的專利，並開始在英國建立公司，在各家庭安裝電燈。
1874年，加拿大的兩名电氣技師（Henry Woodward、Matthew Evans）申請了一項電燈專利。他們在玻璃泡之下充入氮氣，以通電的碳桿發光。但是他們無足夠財力繼續發展這發明，於是在1875年把專利賣給愛迪生。
愛迪生購下專利後，嘗試改良使用的燈絲。1879年他改以碳絲造燈泡，成功維持13個小時。到了1880年，他造出的炭化竹絲燈泡曾成功在實驗室維持1200小時。但是在英國，斯旺控告愛迪生侵犯專利，並且獲得勝訴。愛迪生在英國的電燈公司被迫讓斯旺加入為合夥人。但後來斯旺把他的權益及專利都賣給了愛迪生。在美國，愛迪生的專利亦被挑戰。美國專利局曾判決他的發明已有前科，屬於無效。最後經過多年的官司，愛迪生才取得碳絲白熾燈的專利權。
匈牙利化學家約斯特（Sándor Just）跟克羅埃西亞發明家哈那曼（Franjo Hanaman）發現比起碳燈絲，使用鎢當作燈絲能夠使燈泡更亮並且壽命更長，他們兩人在1904年獲得了匈牙利的專利（No. 34541），並且匈牙利的通斯朗公司開始在許多歐洲國家銷售鎢絲燈泡。
1906年，通用电气从发明家亚历山大·洛迪金手中购得白炽灯专利，开始了白炽灯的工业化生产。
鎢絲燈的最大問題是燈絲的升华。因為鎢絲上細微的電阻差別造成溫度不一，在電阻較大的地方，溫度升得較高，鎢絲亦升华得較快，於是造成鎢絲變细，電阻進一步增大的循環；最終令鎢絲燒斷。後來發現以惰性氣體代替真空可以減慢鎢絲的升华。今天多數的鎢絲燈內都是注入氮、氬或氪氣。
現代的白熾燈一般壽命為2,000小時左右。

## 構造

白熾燈構造圖

1. 白熾燈外形輪廓。
2. 低壓惰性氣體。
3. 燈絲，鎢絲。
4. 細金屬線（連接至燈頭尖端）
5. 細金屬線（連接至銅片）
6. 支撐金屬線
7. 支撐棒
8. 細金屬線
9. 銅片
10. 絕緣體
11. 燈頭尖端

## 種類

### 鹵素燈泡

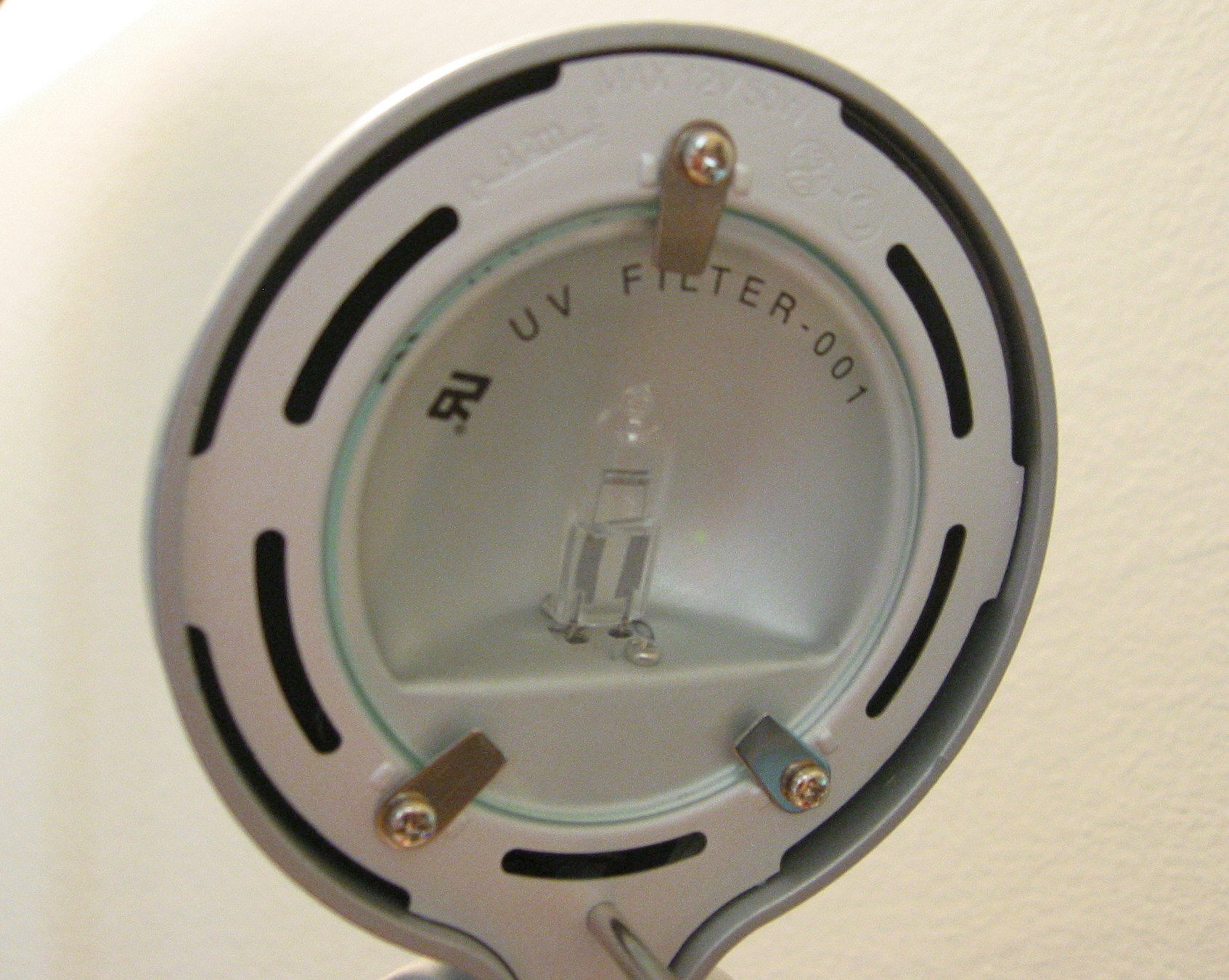
紫外線濾鏡下的鹵素燈泡

鹵素燈泡，亦稱鎢鹵燈泡，是白熾燈的一種。原理是在燈泡內注入碘或溴等鹵素氣體。在高溫下，蒸發的鎢絲與鹵素進行化學作用，蒸發的鎢會重新凝固在鎢絲上，形成平衡的循環，避免鎢絲過早斷裂。因此鹵素燈泡比白熾燈更長壽。此外，鹵素燈泡亦能以比一般白熾燈更高的溫度運作，它們的亮度及效率亦更高。不過在這溫度下，普通玻璃可能會軟化。因此鹵素燈泡需要採用熔點更高的熔凝石英或硬的玻璃。
鹵素燈泡上的水晶玻璃如果有油，會造成玻璃上溫度不一，減低燈泡的壽命。因此換鹵素燈泡時要避免人手觸及燈泡的玻璃。如果手指摸到應以消毒酒精清潔。

## 燈芯

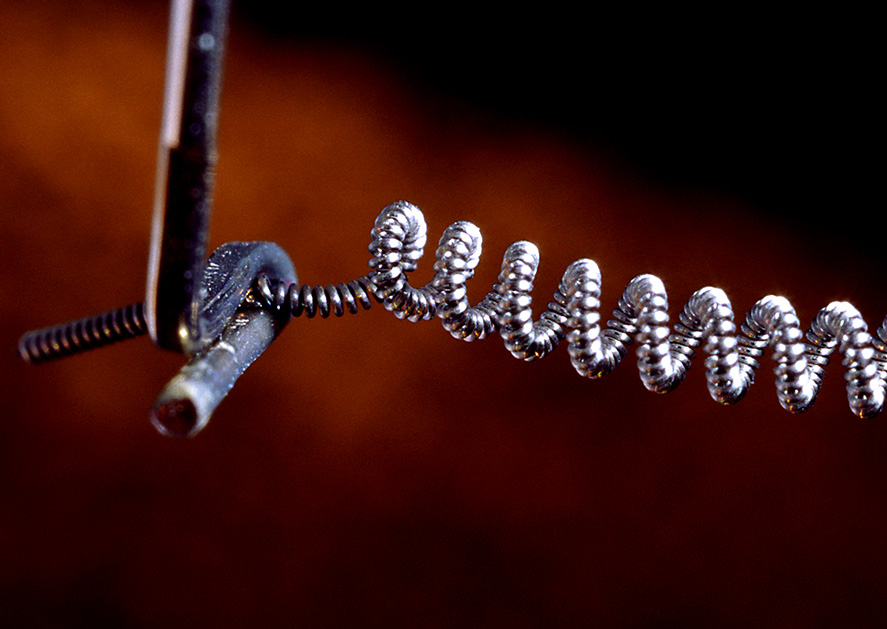
200瓦白熾燈的燈芯

電燈的燈芯或燈絲指的是通過電流或燃燒時，發出光芒的金屬纖維，通常是用鎢來作為燈絲轉換電能為光能，和真空管元件轉換電能為熱能之用。而白熾燈是由亞歷山大·洛地均（Alexander Lodygin，於1874年）與約瑟夫·威爾森·斯旺（Joseph Wilson Swan，於1878年）所發展。
最早發展成功的燈芯是由來自竹子的碳所製成，後來由鎢取代。

## 优缺点

### 缺点

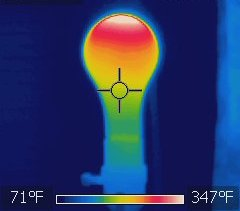
22–175 °C = 71–347 °F.

大部分白熾燈會把消耗能量中的90%轉化成無用的熱能，只少於10%的能量會成為光。相比之下，螢光燈的效率高很多，接近40%，所產生的熱只是相同亮度的白熾燈的六分一。故此很多地方，特別是夏天需要空氣調節的商場、大樓都會使用螢光燈照明以節省電力。小型的螢光燈（節能燈泡）把螢光燈及啟動電子結合，使用標準電燈泡的愛迪生螺旋接口，用以替代普通白熾燈泡。例如一個26瓦的節能燈泡，發出的亮度為11瓦，熱量為15瓦。發出相同亮度11瓦的白熾燈泡耗電多四倍，達100瓦；放出熱量多六倍，達90瓦。
很多家居內的電燈仍然是以普通白熾燈為主。鹵素燈泡近年亦變得較為流行，特別是光源需要集中的情況，例如家居的射燈，汽車車頭燈，經常會使用鹵素燈泡。良好的鹵素燈泡可以達到15%的效率。例如一個60瓦的鹵素燈泡，亮度可等同一個100瓦的普通燈泡。但是鹵素燈泡體積細小，運作時溫度非常高。在家居應用時需要特別防護，防止引起火災。
由於白熾燈只有少於10%的能量會成為光。各光源的光效及使用開支比较如下：
| 售价                                       | $0.41 | $1.17 | $0.99  | $3.99  |
| 功率（瓦特）                               | 60    | 43    | 14     | 8.5    |
| 平均光通（流明）                           | 860   | 750   | 775    | 800    |
| 光效（流明/瓦特）                          | 14.3  | 17.4  | 55.4   | 94.1   |
| 色温（开尔文）                             | 2700  | 2920  | 2700   | 2700   |
| 演色性（CRI）                              | 100   | 100   | 82     | 80     |
| 寿命（小时）                               | 1,000 | 1,000 | 10,000 | 15,000 |
| 可用年数（每天6小时）                      | 0.46  | 0.46  | 4.6    | 6.8    |
| 20年电费（0.11美元/KWh）                   | $289  | $207  | $67    | $41    |
| 20年总开支                                 | $307  | $259  | $70    | $53    |
| （按白炽灯亮度比例折合）                   | $307  | $297  | $78    | $57    |
| 基于每日六小时用量计算（20年共43,800小时） |       |       |        |        |

| 型式                         | 光源效率 （LM/W） | 平均壽命 （小時） | 特性 | 使用範圍                                |
| ---------------------------- | ----------------- | ----------------- | --- | --------------------------------------- |
| 普通燈泡                     | 8--20             | 1500-2000         | 安裝及使用容易，立即可以啟動，成本低                                                                                   | 住宅之基本照明及裝飾性照明              |
| 反射燈泡                     | 8--25             | 1500-2000         | 反射燈泡可以做聚光投射                                                                                                 | 反射燈泡可用於重點照明                  |
| 一般鹵素燈和特殊儀器用鹵素燈 | 12–35             | 4000-10000以上    | 體積小，亮度高，光色較白，安裝易，壽命較普通燈光超長，释出紫外线较多，部分甚至会超过太阳，需選用帶有紫外線濾鏡的產品。 | 商業空間之重點照明， 不易更換或高階產品 |

許多地方已經開始淘汰白熾燈泡，以下是時間表：
| 白炽灯淘汰进度 | 白炽灯淘汰进度           |
| -------------- | ------------------------ |
| 歐盟           | 2012年                   |
| 愛爾蘭         | 2009年初                 |
| 澳大利亞       | 2010年                   |
| 阿根廷         | 2010年                   |
| 義大利         | 2010年                   |
| 法國           | 宣稱2010年但無進一步訊息 |
| 英國           | 零售商2011年不再販售     |
| 荷蘭           | 自願於2011年             |
| 台灣           | 2012年                   |
| 日本           | 2012年1月                |
| 加拿大         | 2012年                   |
| 美國           | 2014年                   |
| 中國大陸       | 2012年-2017年逐步淘汰    |
| 香港           | 2015年                   |

至於戶外的街燈照明，以鈉燈最為常見。低壓鈉燈發出的是單調的橙色光線，但是它的效率卻非常高，比鎢絲燈高出約十五倍。高壓鈉燈效率稍低，但顏色較為豐富。
2000年代起，則以發光二極管及高強度氣體放電燈照明開始發展流行。前者的優點是非常長壽，現已陸續地用於交通燈、手電筒、汽車上之剎車燈及指揮燈之上。後者其實是多種技術的統稱（鈉燈亦屬於HID）。很多最新汽車使用的氙氣車頭燈（Xenon HID）、放映機使用的金屬鹵化物燈（Metal Halide），都是屬於HID。

### 优点
傳統省電燈泡並不耐經常點滅及潮濕，對於需要經常點滅的場所，白熾燈及LED照明較為合適；對於潮濕的場所（例如：浴室、廁所、陽台），白熾燈較省電燈泡及有防水防潮設計的LED燈更為適合。

#### 光線不會閃爍
白熾燈的光線不會閃爍、這是因為交流電的電壓震盪只會讓鎢絲的溫度有些微震盪，但許多低價的LED產品及螢光燈，是採用低頻PWM的方式來調節亮度，螢光燈使用這種調光方式比較不傷眼，因為螢光燈有餘輝效應，但是沒有餘輝效應的LED燈使用低頻PWM調光就很傷眼。許多無法調整亮度的低價LED照明及低價螢光燈，內部電路過於簡陋、造成無法察覺但很強烈的低頻閃爍，也是很傷眼。

#### 色彩表現極佳

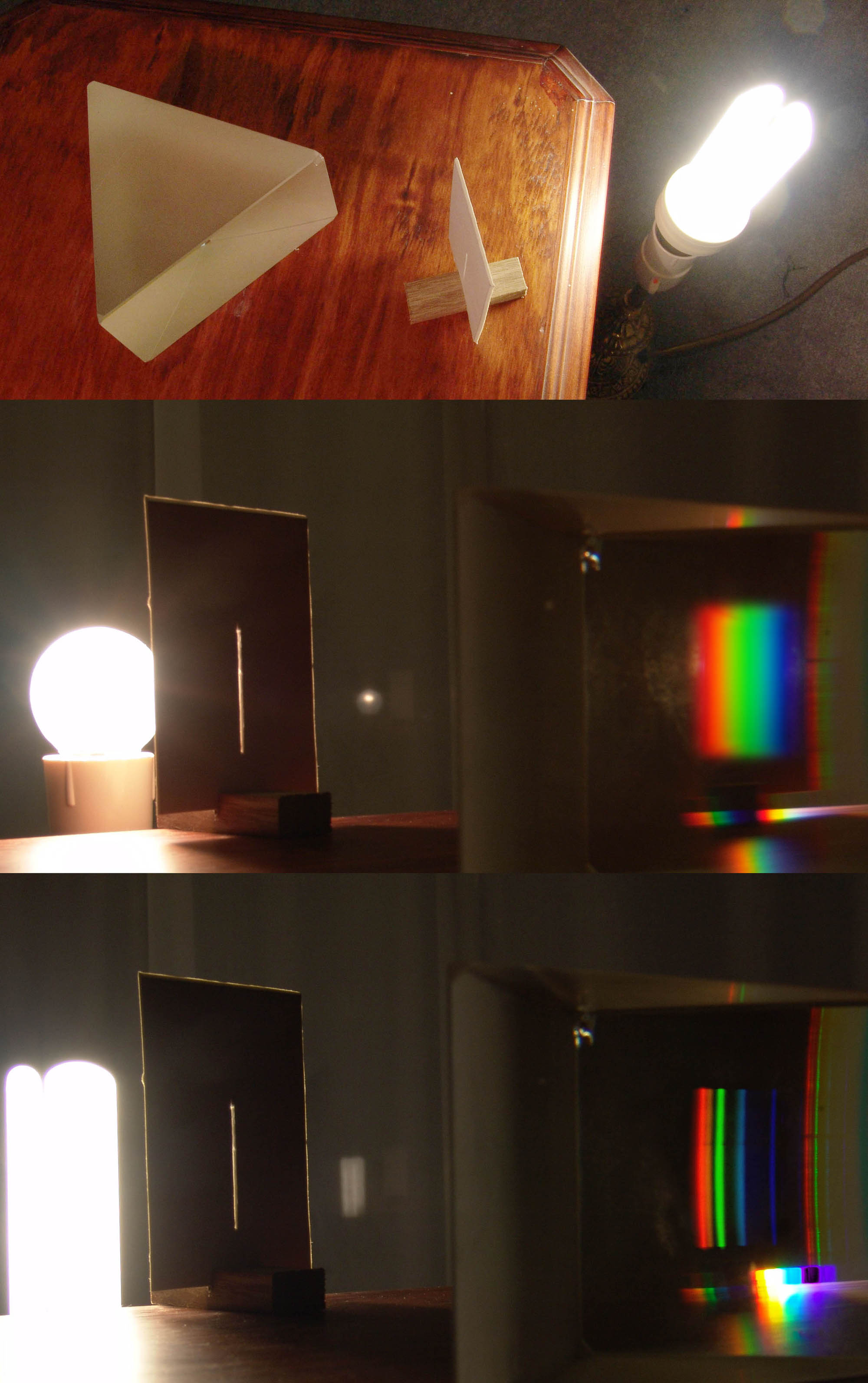
中間白熾燈的光谱較下方的齊全。

白熾燈（包含鹵素燈）的光譜是連續而且平均的，擁有極佳演色性的優點；而螢光燈、LED是離散光譜，演色性低，低演色性光源不但會讓人覺得顏色不好看、對於健康及視力也有害。傳統燈泡還有可調光、耐點滅及無汞的優點。目前的解決方案如下：
1. 採用鹵素燈：用鹵素燈取代白熾燈大約能減少30%的電力、且鹵素燈演色性及色溫與白熾燈幾乎相同，代表光線品質足以全面取代白熾燈，因此國際大廠有推出接頭與白熾燈一樣的鹵素燈。只是鹵素燈壽命的延長比價格的增加少。
2. 改進白熾燈泡：可以將紅外線反射回燈絲、以減少能耗，目前已推出的產品可以節省30%的能耗[12]，研發中的產品則可以減少50%能耗；但這種燈泡的問題在無法降低整體成本。另外的方法則是利用雷射處理鎢絲，也可以節省相當能源[13]。
3. 以CCFL省電燈泡取代傳統使用螢光燈的省電燈泡，可以大幅減少汞使用量；LED燈泡則是無汞、但LED目前有演色性差、不耐熱的問題。
4. 高演色性省電燈泡：若能提高傳統螢光燈的演色性，可以讓更多人願意淘汰白熾燈，但高演色性產品仍然不夠普及，而光線品質能完全取代白熾燈的螢光燈/CCFL/LED則在等待技術上的大突破。
5. CCFL/LED：傳統省電燈泡並不耐經常點滅，對於需要經常點滅、又不嚴格要求演色性的場合，CCFL、LED技術的省電燈泡較為適合。
6. 目前CCFL/螢光燈管/LED雖然可以調光、但大多不能使用傳統白熾燈的調光器、而且調光成本高；若調光頻率不高、很傷眼。